# Club Bàsquet Femení Sant Adrià
El Club Bàsquet Femení Sant Adrià, per motius de patrocini conegut com a Loquillo Femení Sant Adrià, és un club català de bàsquet de la ciutat de Sant Adrià de Besòs.
El club va ser fundat l'any 1994, arran de la fusió Club Esportiu Sant Adrià 104, creat el 1982 i del Col·legi Amor de Déu, conegut popularment com a ADEDI i amb secció de bàsquet des del 1981. Després de la fusió el club començà a jugar a primera catalana, establint el pavelló Ricart com a pista principal. La incorporació de Dani Poza com a director esportiu el 2004 va fer canviar la mentalitat i la manera de fer del club santadrianenc, posant especial cura en el planter. La temporada 2005-06 l'equip sènior aconseguí l'ascens a la Lliga femenina 2.
Guanyà quatre Lligues Catalanes consecutives (2007-10), la primera contra el Club Bàsquet Olesa i les tres últimes contra l'Uni Girona Club de Bàsquet. La temporada 2010-11, per falta de patrocinador, descendí a la Copa Catalunya.
Malgrat aquesta situació, els èxits de l'entitat arribarien més endavant, en la segona década del segle xxi, convertint-se a més en una de les pedreres més prolífiques del bàsquet nacional. En els darrers anys ha estat campió d'Espanya júnior (2014 i 2018), cadet (2015, 2017 i 2018) i infantil (2015 i 2017).
Pel que fa a l'equip sènior, el 2014 va ascendir a la Lliga Femenina 2 novament, i tres temporades més tard, en la 2016-17, s'assolí l'ascens a la màxima categoria del bàsquet femení. També el 2018, la revista Gigantes del Basket va guardonar l'entitat amb el premi al millor treball de planter.
El primer any a Lliga Femenina (2017-18) es classifiquen per jugar la Copa de la Reina i acaben en vuitena posició a la lliga, a les portes de jugar el play-off pel títol. La temporada 2018-19 no aconseguiran salvar-se per una victòria de diferència, i dos anys després d'assolir l'històric ascens tornen a Lliga Femenina 2.
En el retorn de l'equip a la segona categoria del bàsquet nacional, quan marxaven líders del grup B amb 21 jornades disputades esclata la pandèmia i es suspèn la competició. L'any següent juga la fase final d'ascens a Lliga Femenina però no assoleixen la desitjada promoció.
La temporada 2021-22 amb la creació de la Lliga Femenina Challenge, la Lliga Femenina 2 passa a ser la tercera categoria del basquetbol femení a nivell nacional i el Femení Sant Adrià roman a Lliga Femenina 2 en comptes de competir a la nova segona categoria. No tindrà un bon any acabant novenes del grup B, i a la temporada següent descendiran a la 4º categoria, la nova Super Copa.
Actualment (2024-25) l'equip segueix competint a la màxima categoria del bàsquet català, la Super Copa de Catalunya femenina treballant per tornar a Lliga Femenina 2.

## Palmarès[calcitació]
- 7 Lliga catalana de bàsquet femenina 2: 2006-07, 2007-08, 2008-09, 2009-10, 2014-15, 2015-16, 2019-20
- 1 Lliga Femenina 2: 2016-17